# Texas Bill's Last Ride
Texas Bill's Last Ride est un film muet américain réalisé par John G. Adolfi et sorti en 1914.

## Fiche technique
- Réalisation : John G. Adolfi
- Date de sortie : États-Unis : 5 avril 1914

## Distribution
- Eugene Pallette
- J.L. Franks
- Kathleen Dorsey
- Billie West
- Major J.A. McGuire
- Sam De Grasse